# 緊急脱出用ロケット海岸発射試験
緊急脱出用ロケット海岸発射試験（きんきゅうだっしゅつようロケットかいがんはっしゃしけん、英: Beach Abort）はNASAのマーキュリー計画の中で行われた、マーキュリー宇宙船緊急脱出用ロケットの無人の発射試験である。目的は脱出ロケット、パラシュートおよび着水システム、ロケットが発射台から離れた状況での発射中止時における回収作業の手順を検証することであった。試験は1960年5月9日、バージニア州ワロップス島のNASAの実験施設で行われ、マーキュリー宇宙船とその脱出用ロケットは地上で点火された。飛行は1分16秒で終了し、高度は751メートル、飛行距離は970メートル、最高速度は秒速436メートル (時速1569.6キロメートル) だった。宇宙船は発射から17分後に海兵隊のヘリコプターによって回収された。試験はおおむね成功だったが、脱出ロケットが切り離されたときの宇宙船との距離が不十分だった。この試験で使用されたマーキュリー宇宙船1号機はマクドネル社の工場で製作された宇宙船の初号機であり、総重量は1,154キログラムだった。

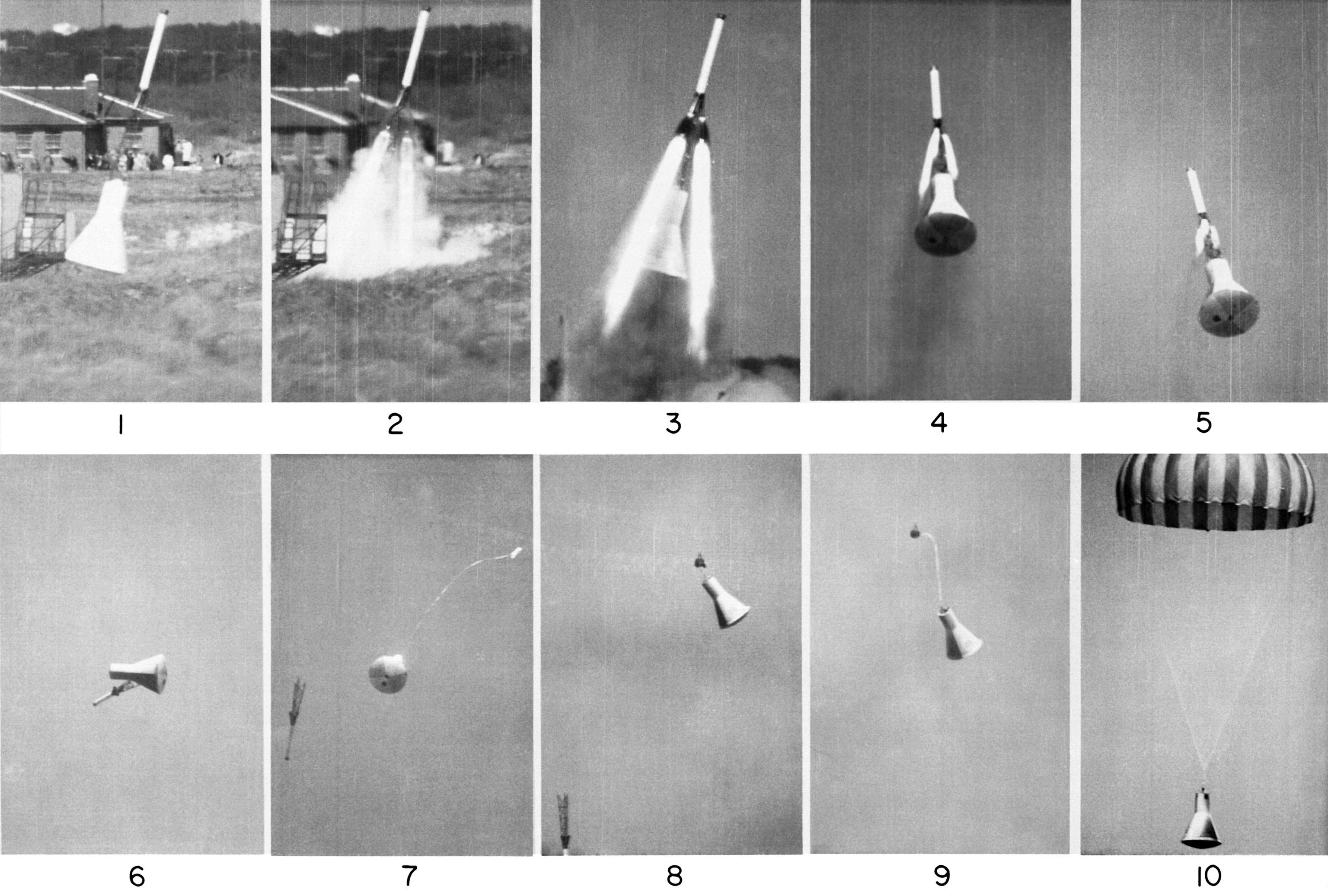
宇宙船と脱出ロケットの飛行の様子。写真 (6) で双方が分離し、宇宙船はパラシュートで着水した。

マーキュリー宇宙船1号機は、現在はニューヨーク州コロナ公園 (Corona Park) のニューヨーク科学博物館 (New York Hall of Science) に屋内展示されている。天井からつり下げられ、脱出ロケットが装着されているが、ロケットの出所は不明である。